# خانه سید هاشم ابراهیمی
خانه سید هاشم ابراهیمی مربوط به دوره زند است و در اردبیل، میدان سرچشمه واقع شده و این اثر در تاریخ ۲۵ اسفند ۱۳۷۹ با شمارهٔ ثبت ۳۰۴۱ به‌عنوان یکی از آثار ملی ایران به ثبت رسیده است.